# Agathia ochrofusa
Agathia ochrofusa là một loài bướm đêm trong họ Geometridae.